# Amphiglossus ornaticeps
Amphiglossus ornaticeps е вид влечуго от семейство Сцинкови (Scincidae). Видът е незастрашен от изчезване.

## Разпространение
Разпространен е в Мадагаскар.

## Описание
Популацията на вида е намаляваща.